# Johannes Pontisella der Jüngere
Johannes Pontisella der Jüngere (* 1552 in Chur; † 3. Juli 1622 ebenda) war ein Schweizer reformierter Geistlicher.

## Leben
Johannes Pontisella der Jüngere wurde als Sohn des gleichnamigen Schulleiters 1552 in Chur geboren. 1567 besuchte er die Schola Tigurina in Zürich. Drei Jahre später studierte er Theologie an der Universität Heidelberg. 1573 ist er wieder in Chur nachweisbar, als er sich bei der Schlichtung des Streites zwischen Tobias Egli und Johannes Gantner beteiligte. In dieser Zeit war er wohl auch Lehrer an der Nikolaischule h, wo er Konflikte mit Ulrich Campell hatte. Als dieser seines Amtes enthoben wurde, stellte man Pontisella 1574 als dessen Nachfolger als Pfarrer an der Regulakirche ein. Seine Lehrstelle vernachlässigte er dabei nicht. Im Jahr nach der Ernennung zum Pfarrer nahm ihn die evangelisch-rätische Synode auf. Noch im gleichen Jahr erhielt er von Heinrich Bullinger, der für seinen Vater die Rolle eines Mentors spielte und auch mit Johannes Pontisella dem Jüngeren Kontakte hatte, den Auftrag, eine Arbeit über die Geschichte Graubündens anzufertigen. Ob dieser den Auftrag auch ausgeführt hat, ist heute nicht mehr zu beantworten, jedenfalls finden sich keine Hinweise auf eine solche Arbeit.
Da Pontisella als guter Prediger und Seelsorger bekannt war, beschloss der Churer Stadtrat im Jahr 1604, dass Pontisella auch die Pfarrstelle der Martinskirche übernehmen sollte, weil dem damaligen Pfarrer Paul Floren Nachlässigkeit sowie Verweigerung von Amtshandlungen vorgeworfen wurde. Dies führte zu einem negativen Ergebnis; so wurden Pontisellas Predigten an der Martinskirche nicht geschätzt, was dazu führte, dass die Kirche an Besuchern verlor. Daher entliess man ihn im nächsten Jahr; Nachfolger wurde Georg Saluz.
Pontisella hatte sich häufiger an politischen Gesprächen in Chur beteiligt. Man warf ihm Hispanismus vor, womit er als Gegner Frankreichs galt. Wohl durch Intrigen der Anhänger der französischen Partei schloss die Synode Pontisella im Jahr 1606 aus. Die offizielle Begründung dabei lag im Hispanismus. Nur wer Mitglied der Synode war, durfte damals Pfarrer im Freistaat der Drei Bünde sein, und mit seiner Ausscheidung verlor Pontisella somit auch seine Pfarrämter. Die restliche Zeit seines Lebens verbrachte er arbeitslos, wandte sich aber weiterhin theologischen Werken zu. Er starb am 3. Juli 1622 in Chur.

## Werke
- Liber Hesterae homiliis XLVII a Ludovico Tigurino Germanica lingua expositus (Zürich 1585)
- De Pestilentia Concio Ludovico Lavateri: ex Germanica lingua in Latinam, translata, studio & operra I. P. Curiensis (Zürich 1586)
- Hymnus in venerem, Grace olim ab Homero scriptus: nunc Latine e I. P. versibus Heroicis expressus (Zürich 1590)
- Catechismus. Kurtzer Bericht der Houptpuncten Christenlicher Religion für die Kirchen und Schulen lobt. dreyer Pündten in alter Churer Rhetia (Zürich 1596)
- Evae magnae nostri omnium matris ad Adamum protoplaston, pronubo Iehova, deductio (Zürich 1602)
- Salutatio angelica. Das ist / kurtze / einfalte Auslegung des Englischen grusses […] was von Maria […] schriftgemässig soll gehalten werden (1602)
- De usu & abusu Salutationis Evangelicae (Herborn 1605)
- Christus redivivus Mariae Magdalenae apparens. Kurtze einfalte erklärung der ersten erscheinung Christi Jesu […] 5 Predigten (Basel 1611)
- Pauli Apostoli ad Thessalonicenses Epistola I (Basel 1614)
- Pauli Apostoli ad Thessalonicenses Epistola II (Basel 1614)
- Catholica beati Jacobi epistola, duplici latina versione ex graeco, una paraphrastica, altera adstrictiore expressa (Herborn ohne Jahr)
- Psalmi Davidis, quos vocant paenitentiales VII. duplici versione (Herborn ohne Jahr)